# Collarmele
Collarmele község (comune) Olaszország Abruzzo régiójában, L’Aquila megyében.

## Fekvése
A megye központi részén fekszik. Határai: Aielli, Celano, Cerchio, Pescina és San Benedetto dei Marsi.

## Története
Az ókori, i. e. 4. században alapított marsicus település Cerfennia utódja. A következő századokban nemesi birtok volt. Önállóságát a 19. század elején nyerte el, amikor a Nápolyi Királyságban felszámolták a feudalizmust. Korabeli épületeinek nagy része elpusztult az 1915-ös földrengésben.

## Népessége
A népesség számának alakulása:

## Főbb látnivalói
- Santa Felicita-templom
- Santa Maria delle Grazie-templom